# Nur eine kleine Affäre
Nur eine kleine Affäre ist eine deutsche fünfteilige Miniserie des Regisseurs Detlef Rönfeldt nach dem gleichnamigen Roman von Annemarie Schoenle aus dem Jahr 1994 für das ZDF mit Jennifer Nitsch, Siemen Rühaak und Mathieu Carrière in den Hauptrollen. Die fünf Folgen dauerten 45 Minuten. Produziert wurde die Serie von der FFP New Media.

## Inhalt
Die junge verheiratete Designerin Teresa Gärtner arbeitet beim Modeschöpfer Valentin Thalhoff als Näherin und ist nebenbei für ein Marktforschungsinstitut tätig. Sie will beruflich aufsteigen und beginnt mit dem charmanten Victor eine „kleine Affäre“. Als Teresa schwanger wird, ist sie gezwungen, ihr Fremdgehen gegenüber ihrem Ehemann Heiner zu offenbaren. Gärtners Ehe geht daran in die Brüche und beide müssen ihr Leben neu ordnen.

## Episodenliste
| Folge | Titel                   | Ausstrahlung   |
| ----- | ----------------------- | -------------- |
| 1     | Ein ganz besonderer Tag | 12. Juli 1994  |
| 2     | Ein bißchen lügen       | 19. Juli 1994  |
| 3     | Eine böse Überraschung  | 26. Juli 1994  |
| 4     | Was nun Teresa?         | 2. August 1994 |
| 5     | Ihr Kinderlein kommet   | 9. August 1994 |

## Auszeichnungen
Jennifer Nitsch erhielt für ihre Darstellung der Teresa Gärtner 1994 den Bayerischen Fernsehpreis und den Adolf-Grimme-Preis 1995.

## DVD-Veröffentlichung
- Nur eine kleine Affäre – Die komplette 5-teilige Serie – 2 DVDs, Pidax Serien-Klassiker, FSK 12, Laufzeit: ca. 277 Minuten, Erscheinungstermin: 24. März 2024.